# Spider-Woman
Spider-Woman is de codenaam van verschillende fictieve personages uit de comics van Marvel Comics. Ze zijn gebaseerd op het personage Spider-Man.

## Earth 616
Dit zijn de Spider-Woman uit de standaard Marvel strips, ook wel de Earth 616 realiteit genoemd.
- Spider-Woman (Jessica Drew), de originele en huidige Spider-Woman. Zij had onder andere haar eigen animatieserie.
- Julia Carpenter, een voormalig lid van de Avengers, nu bekend onder de Arachne.
- Spider-Woman (Mattie Franklin), die korte tijd Spider-Man imiteerde, voordat ze haar eigen serie kreeg.
- Spider-Woman (Charlotte Witter), de enige schurk die de naam gebruikte.

## Alternatieve continuïteiten
- Spider-Woman (Mary Jane Watson). In het Marvel Mangaverse is zij een ninja van de Spider-clan.
- Nog een versie van Mary Jane als Spider-Woman verscheen in de Exiles serie.
- In de MC2 continuïteit kreeg Jessica Drew haar krachten niet terug, en werd dus niet opnieuw Spider-Woman.
- In de stripserie Ultimate Spider-Man, uit de Ultimate Marvel continuïteit, verscheen een Spider-Woman in deel #98. Ze kreeg haar naam echter pas in deel #102.
- In de alternatieve realiteit Earth-65 wordt Gwen Stacy gebeten door een radioactieve spin en wordt ook een superheld onder het alias Spider-Gwen, Spider-Woman of White Widow.